# 이민 (출국)

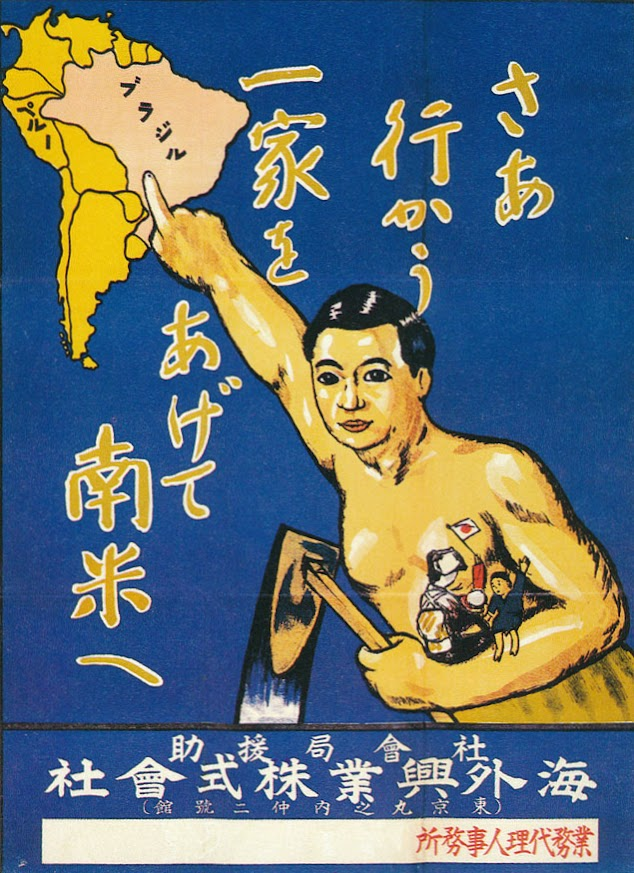
남미 홍보 일본 정부 포스터

이민(移民, 영어: emigration)은 한 나라에서 다른 나라로 임시 혹은 영구히 이주하는 것을 말한다. 사람들이 다른 나라로 이민을 선택하는 요인은 많다. 18세기에서 21세기, 타국으로 이민가는 행위는 세계에 큰 영향을 미치고 있다. 18세기부터 19세기에 멕시코에서 미국으로 수백만의 사람들이 이주하고 있다. 타국에서 이민간 사람을 이민자(移民者), 이출민(移出民)이라고 한다.

## 같이 보기
- 이민 (입국)